# (8932) Nagatomo
(8932) Nagatomo – planetoida z pasa głównego asteroid okrążająca Słońce w ciągu 5 lat i 10 dni w średniej odległości 2,93 au. Została odkryta 6 stycznia 1997 roku w Ōizumi przez Takao Kobayashiego. Nazwa planetoidy pochodzi od Makoto Nagatomo (ur. 1937), japońskiego fizyka zajmującego się polem impulsów elektrycznych. Przed nadaniem nazwy planetoida nosiła oznaczenie tymczasowe (8932) 1997 AR4. Ponadto, do roku 2004 z powodu błędu nosiła nazwę 8932 Nagamoto.